# Symphoricarpos
Symphorine
Genre
Synonymes
- Anisanthus Willd. ex Schult.
- Descliaea Moc. & Sessé ex DC.
- Margaris DC.
- Symphoria Pers.
- Symphoricarpa Neck.[1]

Symphoricarpos, les Symphorines, est un genre de plantes dicotylédones de la famille des Caprifoliaceae comme les Chèvrefeuilles. Il comprend quinze espèces toutes originaires d'Amérique du Nord, et une espèce endémique de Chine : Symphoricarpos sinensis.

## Liste des espèces
Selon ITIS (19 décembre 2020) :

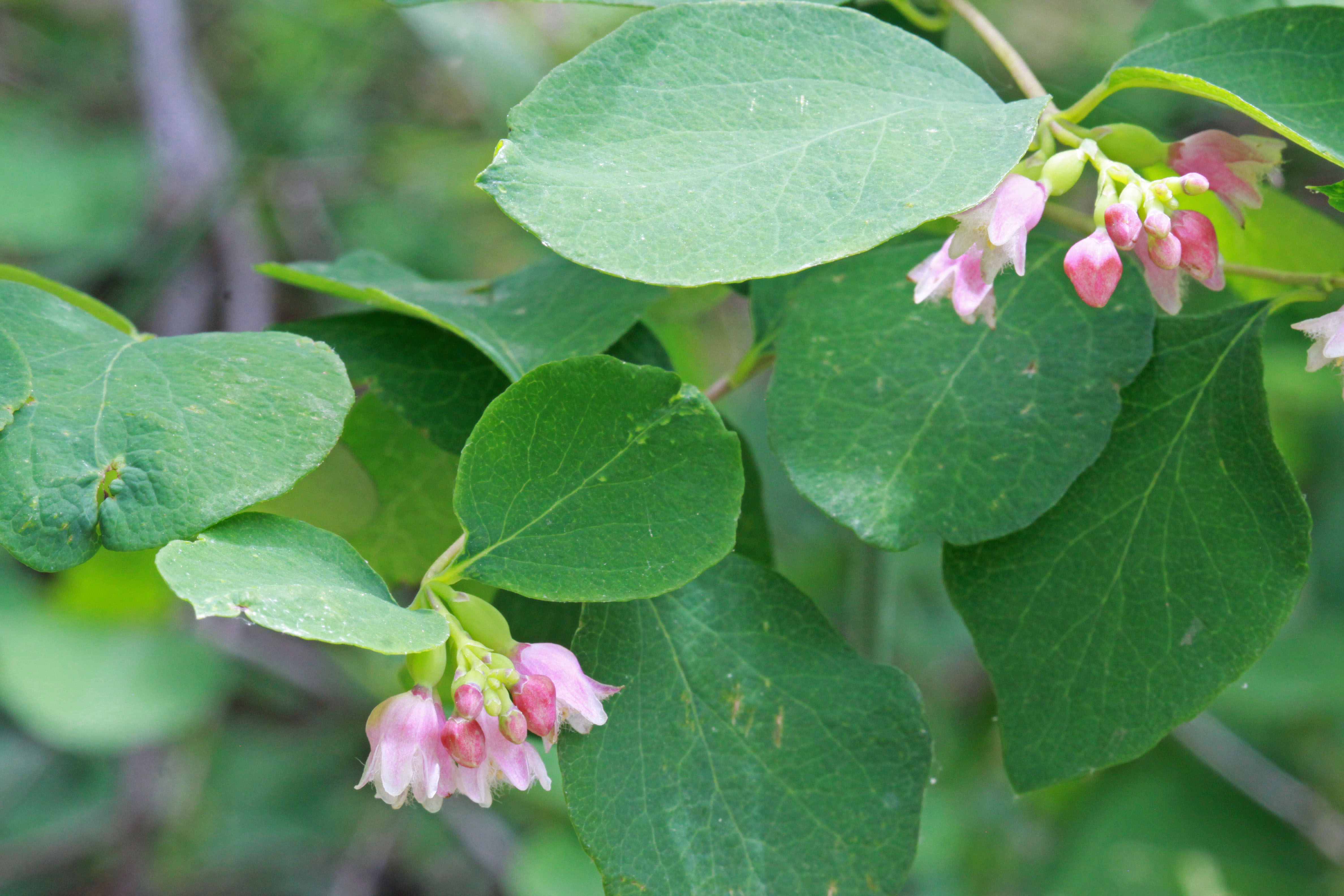
Symphoricarpos occidentalis.

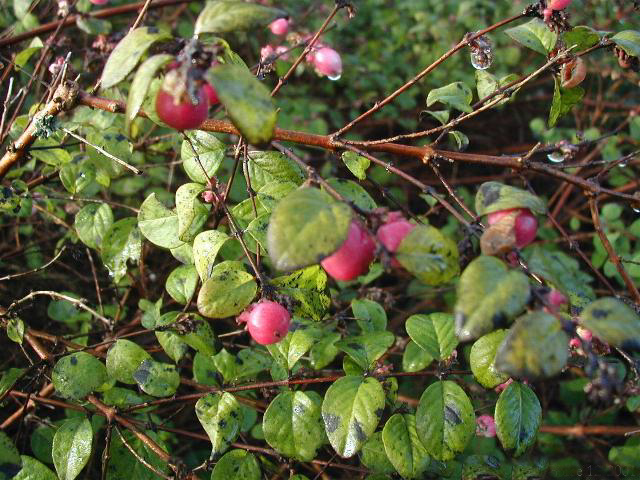
Symphoricarpos ×chenaultii.

- Symphoricarpos acutus (A. Gray) Dieck
- Symphoricarpos albus (L.) S.F. Blake
- Symphoricarpos ×chenaultii Rehder
- Symphoricarpos guadalupensis Correll
- Symphoricarpos hesperius G.N. Jones
- Symphoricarpos longiflorus A. Gray
- Symphoricarpos microphyllus Kunth
- Symphoricarpos mollis Nutt.
- Symphoricarpos occidentalis Hook.
- Symphoricarpos orbiculatus Moench
- Symphoricarpos oreophilus A. Gray
- Symphoricarpos palmeri G.N. Jones
- Symphoricarpos rotundifolius A. Gray

Selon World Flora Online (WFO) (19 décembre 2020) :
- Symphoricarpos acutus (A. Gray) Dieck
- Symphoricarpos albus (L.) S.F.Blake
- Symphoricarpos guadalupensis Correll
- Symphoricarpos guatemalensis J.K. Williams
- Symphoricarpos hesperius G.N. Jones
- Symphoricarpos longiflorus A. Gray
- Symphoricarpos microphyllus (Humb. & Bonpl. ex Schult.) Kunth
- Symphoricarpos mollis Nutt.
- Symphoricarpos occidentalis Hook.
- Symphoricarpos orbiculatus Moench
- Symphoricarpos oreophilus A. Gray
- Symphoricarpos palmeri G.N. Jones
- Symphoricarpos parishii Rydb.
- Symphoricarpos rotundifolius A. Gray
- Symphoricarpos sinensis Rehder
- Symphoricarpos vaccinioides Rydb.
- Symphoricarpos ×chenaultii Rehder

## Description

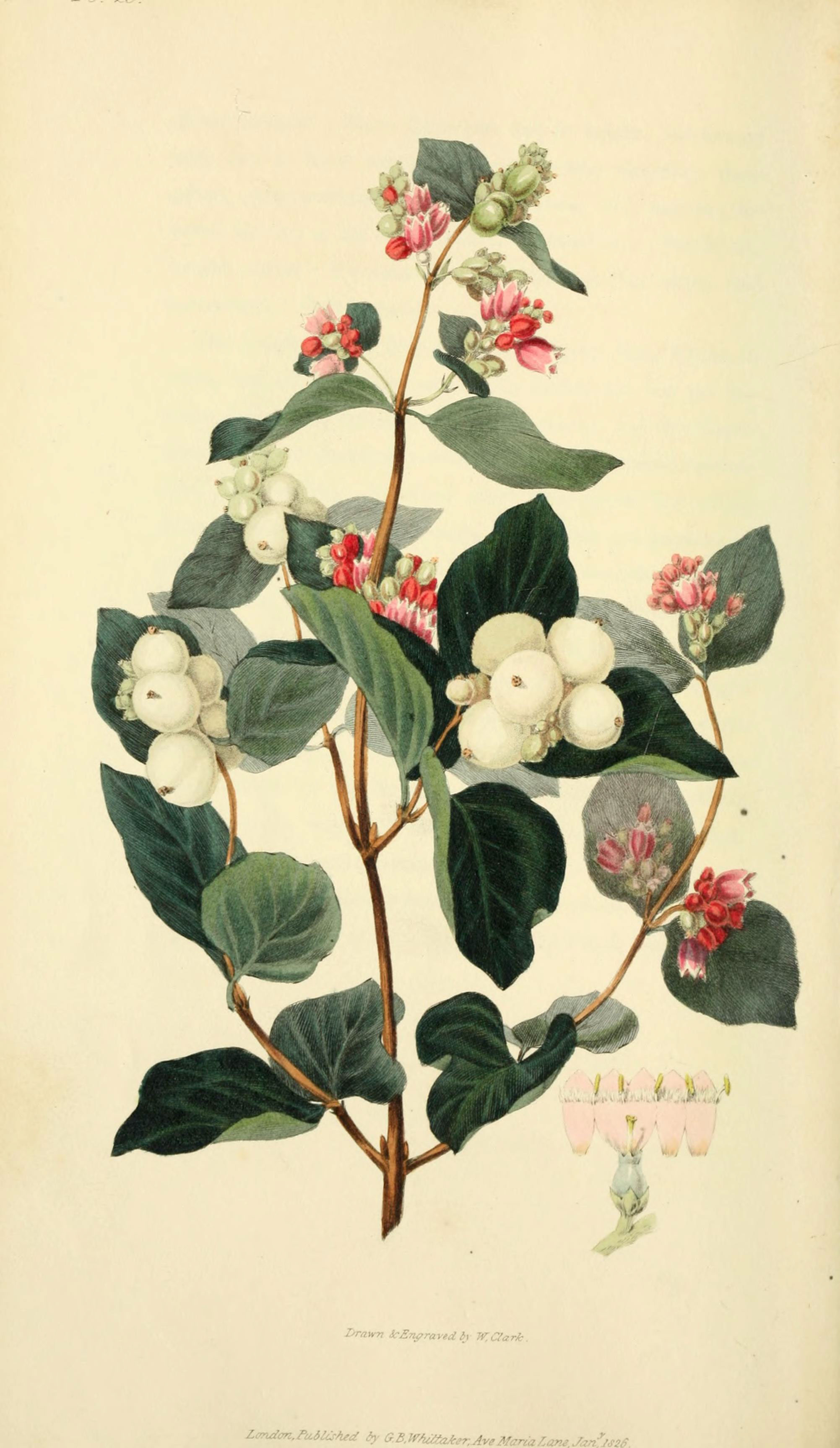
Symphoricarpos albus (Illustration botanique).

### Appareil végétatif
Ce sont des arbustes à feuilles caduques. Les bourgeons d'hiver ont plusieurs paires d'écailles. Les feuilles sont opposées, entières ou parfois sinueuses, brièvement pétiolées, estipulées. 

### Appareil reproducteur

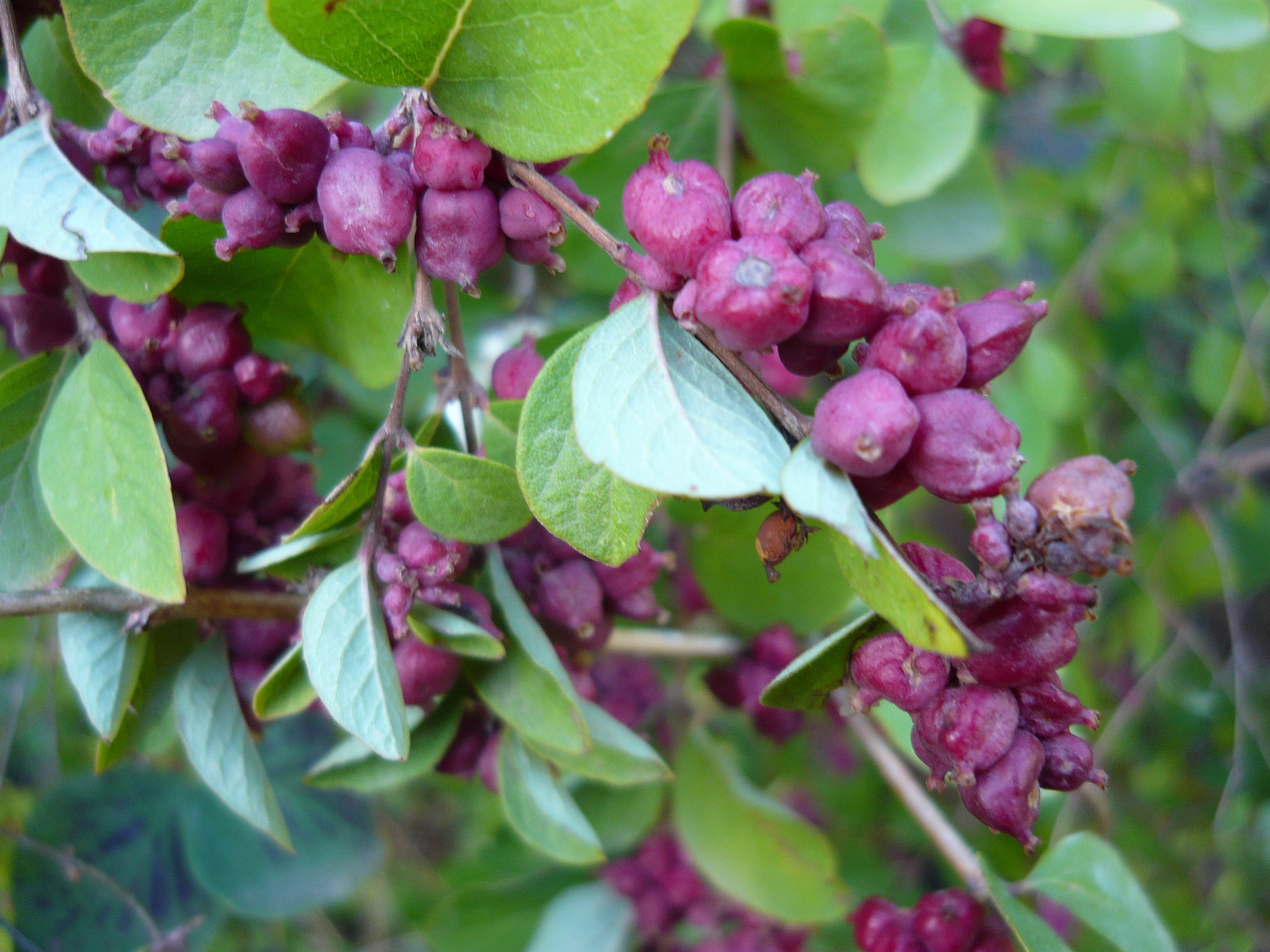
Fruits de Symphoricarpos orbiculatus.

Les fleurs forment un épi à l'apex des branches latérales, parfois solitaires à l'aisselle des feuilles supérieures. Le calice est cupulaire, quadrilobé ou pentalobé. la corolle est rougeâtre ou blanche, campanulée à en forme d'entonnoir ou hypocratique, quadrilobée ou pentalobée, régulière ; le tube est légèrement gibbeux à la base, à l'intérieur long pubescent ou glabre. Il y a quatre ou cinq étamines, insérées dans le tube de la corolle, incluses ou légèrement exsertées ; les anthères sont intruses. L'ovaire est quadrilobé, à deux locules avec plusieurs ovules stériles, les deux autres ayant chacun un ovule fertile ; le style est élancé ; les stigmates sont capitonnés ou légèrement lobés. Le fruit est une drupe en forme de baie, blanc, rouge ou noir bleuâtre, globulaire, ovoïde ou ellipsoïde ; il y a deux pyrènes, ovoïdes, plus ou moins comprimés ; les graines sont avec endosperme, l'embryon est petit.

## Répartition

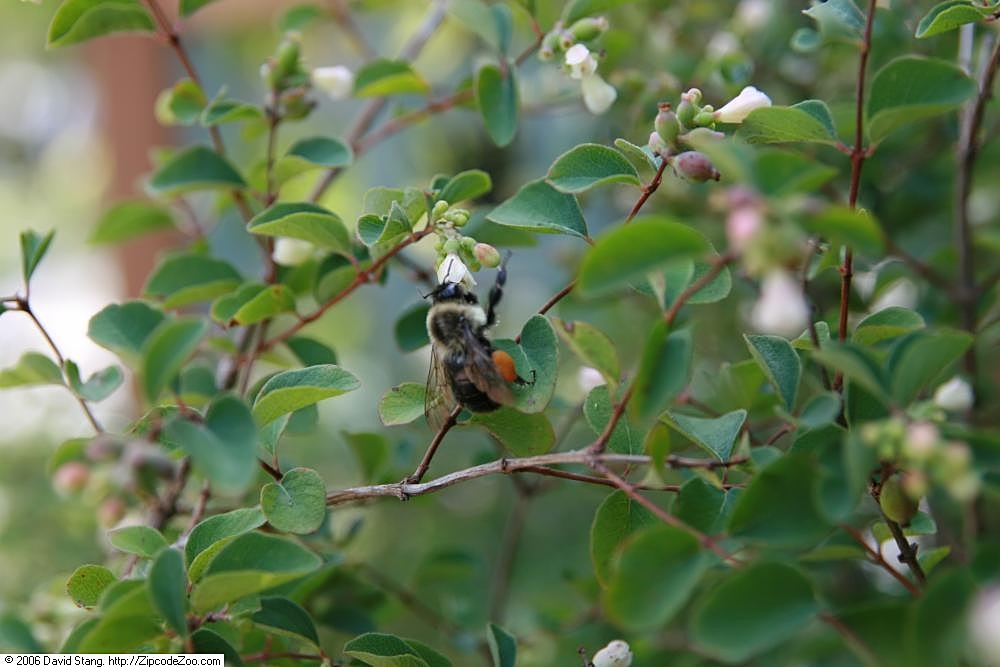
Symphoricarpos ×doorenbosii.

Le genre comprend quinze espèces toutes originaires d'Amérique du Nord, et une espèce endémique de Chine : Symphoricarpos sinensis. Cependant plusieurs espèces ont été introduites en Europe notamment, comme plantes ornementales. L'espèce hybride Symphoricarpos × chenaultii sert souvent de buisson couvre-sol.

## Écologie
La Symphorine blanche (Symphoricarpos albus) et la Symphorine de Chenault (Symphoricarpos ×chenaultii) sont des plantes hôtes de la Drosophile à ailes tachetées (Drosophila  suzukii).